# Réka György
Réka György (* 25. Mai 1996 in Budapest) ist eine ungarische Schwimmerin, die für das Schwimmteam der Virginia Tech startete.
Bei den Olympischen Sommerspielen 2016 startete sie für Ungarn im 200-Meter-Rückenschwimmen der Frauen.

## Laufbahn

### Ungarn
2011 wurde György bei den Jugendeuropameisterschaften Vierte über 200 Meter Lagen und Dritte über 400 Meter Lagen. Bei den Kurzbahneuropameisterschaften 2011 belegte sie den 28. Platz im 200-Meter-Lagen und den 11. Platz im 400-Meter-Lagen.
2012 wurde sie bei den Junioreneuropameisterschaften Dritte über 200 Meter Lagen, Achte über 400 Meter Lagen und Fünfte mit der gemischten Staffel. Bei den Juniorenweltmeisterschaften 2013 wurde sie 37. über 50 Meter Schmetterling, Zehnte über 200 Meter Lagen und Neunte über 400 Meter Lagen. Bei den Schwimmeuropameisterschaften 2014 wurde sie Neunte über 400 Meter Lagen und 19. über 200 Meter Lagen.
2015 wurde sie bei den Kurzbahneuropameisterschaften 29. im 100-Meter-Lagen, Siebte im 200-Meter-Lagen und Neunte im 400-Meter-Lagen.
2016 wurde sie bei den Schwimmeuropameisterschaften Neunte in der Qualifikation über 200 Meter Rücken, kam aber als dritte Ungarin nicht weiter. Sie war 27. im 200-Meter-Lagen, 39. im 50-Meter-Rücken, 35. im 100-Meter-Rücken und 13. in der Lagenstaffel.
Ihr gelang die Qualifikation zu den Olympischen Sommerspielen 2016, schied jedoch über 200 m Rücken aus.
Bei den ungarischen Meisterschaften gewann sie zahlreiche Titel in verschiedenen Disziplinen.

### USA
2016 begann sie ihr Studium in Human Development an der Virginia Tec und schloss sich dem Schwimmteam an. 2017 und 2018 gewann sie die 400 yards Lagen bei den Frauen ACC Championships.
2022 belegte György bei den US-amerikanischen Hochschulmeisterschaften der NCAA in der Vorrunde für 500 yard Freistil den 17. Platz. Am B-Finale dürfen die 16 Erstplatzierten teilnehmen, weswegen György ausschied. An diesem Frauen-Wettkampf nahm auch die Transgender-Frau Lia Thomas teil, die sich weiter vorne platzierte. Im März 2022 schrieb György einen offenen Brief, in dem sie die NCAA für die Politik kritisierte, Transgender-Frauen die Teilnahme an Frauen-Wettbewerben zu ermöglichen. Sie erklärte in dem Brief, sie habe das Gefühl, dass ihr mit dieser NCAA-Entscheidung der Startplatz genommen wurde.